# Indian Hills (Teksas)
Indian Hills je naseljeno mjesto za statističke potrebe u američkoj saveznoj državi Teksas. Prema popisu stanovništva iz 2010. u njemu je živjelo 2.591 stanovnika.